# Легзира
Легзира (фр. Lagzira) — населённый пункт, образованный небольшими постройками жилого и гостиничного типа на побережье Атлантического океана в области Сус-Масса-Драа, Марокко. Входит в состав провинции Сиди-Ифни. Находится между городами Тизнит одноимённой провинции и Сиди-Ифни — в 10 километрах от Сиди-Ифни и в 150 километрах от города Агадир.
Известность поселение и его пляж получили в конце 2000-х годов, оставаясь по настоящее время местом, привлекающим большое количество туристов и серферов. В марте 2014 года марокканский журнал La Nouvelle Tribune внёс пляж Легзира в список из двенадцати самых красивых пляжей страны.
Особенностью данного поселения является расположенная на одноимённом пляже необычная арка природного происхождения. 23 сентября 2016 года эта арка была разрушена приливом.

## Фотогалерея

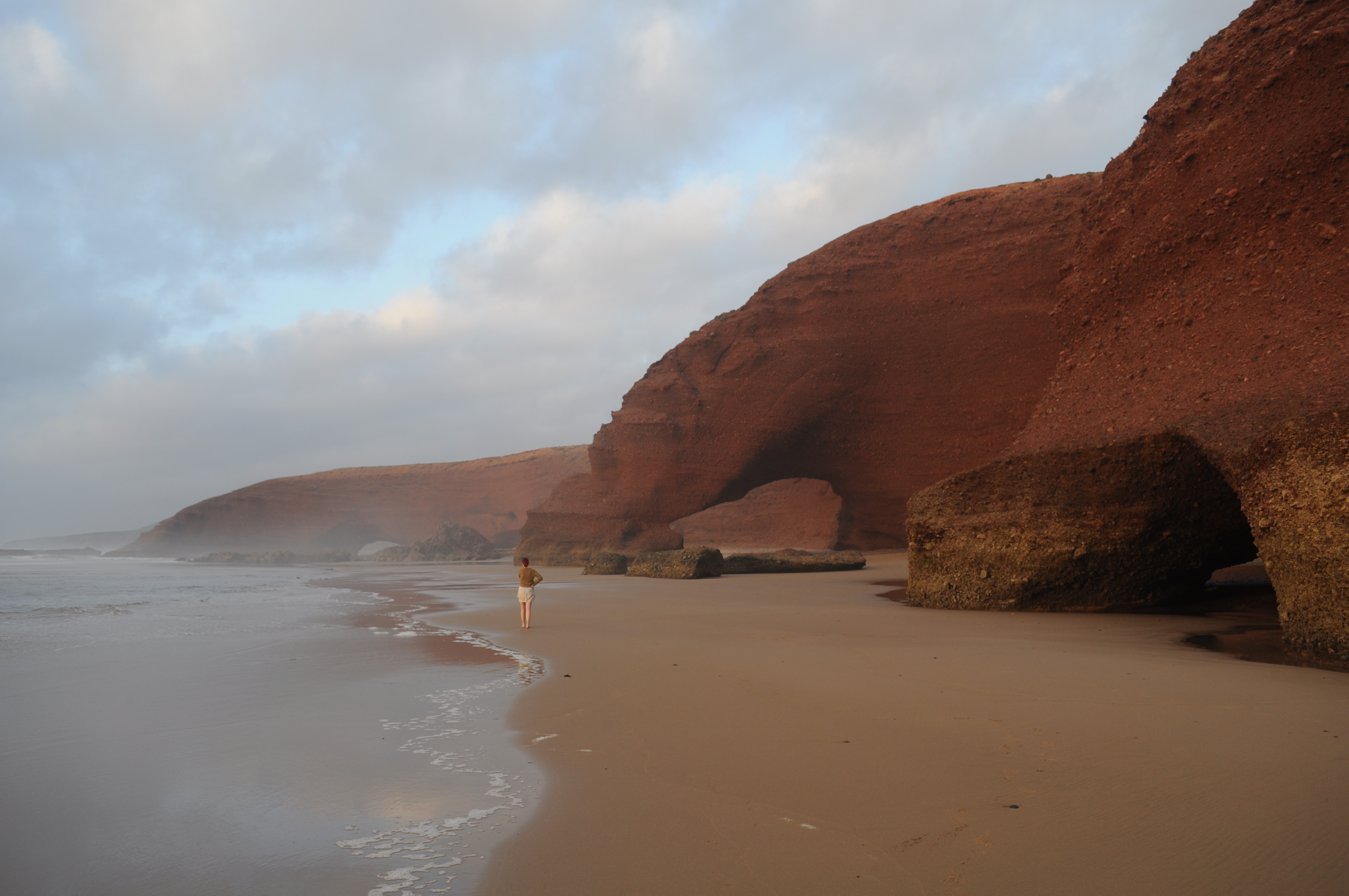
Побережье Атлантического океана в Легзире
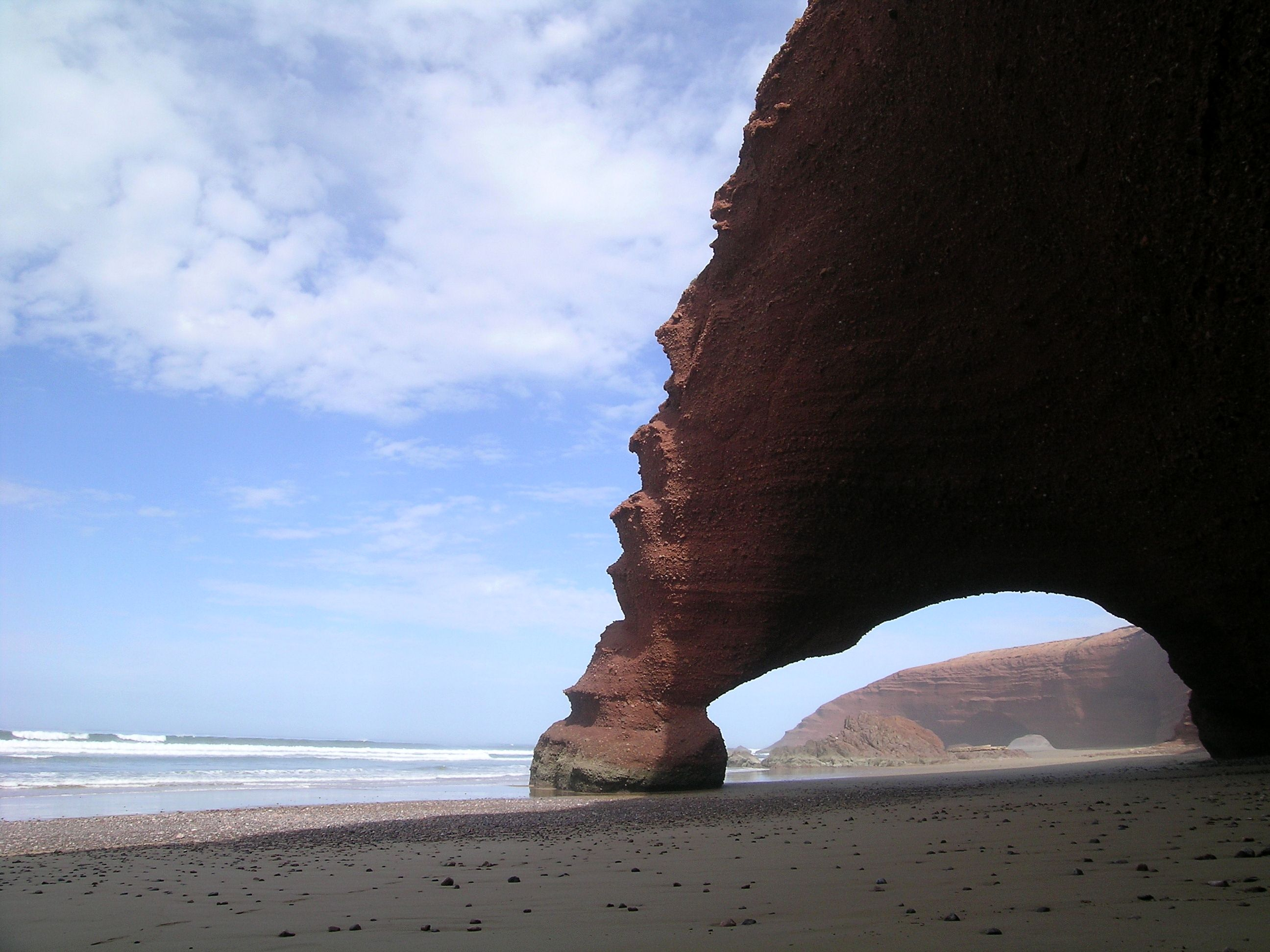
Знаменитая арка на пляже Легзиры